# Wjatscheslaw Gennadjewitsch Butussow

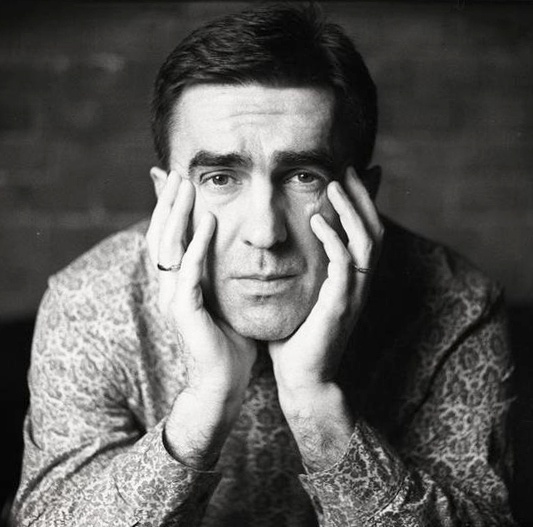
Wjatscheslaw Butussow im Jahre 2008

Wjatscheslaw Gennadjewitsch Butussow (russisch Вячеслав Геннадьевич Бутусов; * 15. Oktober 1961 in Bugatsch, Region Krasnojarsk) war bis 1997 Frontmann der russischen Rockband Nautilus Pompilius und ist seit 2001 der Leadsänger bei Ju-Piter.

## Biografie
Wjatscheslaw Gennadjewitsch Butussow wurde in Bugatsch, einer Siedlung in der Region Krasnojarsk geboren. Wegen des Berufs seines Vaters zog die Familie mehrmals um und Wjatscheslaw wechselte bis zur neunten Klasse mehrmals die Schulen und lebte in verschiedenen sibirischen Städten. Seine ersten Studienjahre verbrachte er in einer Akademie für Architektur, wo er den Musiker Dmitri Umnezki kennenlernte und mit ihm 1982 die Band Nautilus Pompilius gründete. Im Jahre 1997 startete Butussow eine Solokarriere und spielte im Film Der Bruder (Originaltitel: russisch Брат) eine Episodenrolle, bevor er 2001 erneut eine Band gründete. Er traf auf die verbliebenen Musiker der Gruppe Kino und gründete mit ihnen die bis heute bestehende Rockgruppe Ju-Piter. Dieses Engagement wurde 2005 mit der MUS-TW-Prämie für die Investition in die Entwicklung des russischen Rocks gewürdigt. Zwei Jahre danach verfasste er ein Buch namens „Wirgostan“ (russisch Виргостан); er ist verheiratet und hat vier Kinder. Butussow war Komponist für den Film Bruder 2.

## Diskografie

### Singles (Auswahl)
- 1998: Берег
- 2005: Девушка По Городу
- 2005: Песня Идущего Домой
- 2005: Гибралтар-Лабрадор